# Wilhelm von Schwerin (ämbetsman)
Wilhelm Carl Philip Bogislav von Schwerin, född den 5 oktober 1904 i Malmö, död den 8 april 1966 i Stockholm, var en svensk greve, godsägare och ämbetsman. Han var sonsons son till Filip Bogislaus von Schwerin.
von Schwerin avlade studentexamen Linköping 1922 och juris kandidatexamen vid Uppsala universitet 1930. Efter tingstjänstgöring 1931–1933 blev han amanuens i Justitiedepartementet 1934 och extra ordinarie förste kanslisekreterare i Folkhushållningsdepartementet 1939. von Schwerin var byråchef där 1943–1946 och i Riksnämnden för ekonomisk försvarsberedskap 1947 samt kanslichef där 1948–1960. Han blev tjänstgörande kammarjunkare 1938 och kammarherre 1946. von Schwerin innehade Odensgöls fideikommiss i Björsäters socken i Östergötlands län. Han blev riddare av Nordstjärneorden 1946.